# Manfred Messerschmidt

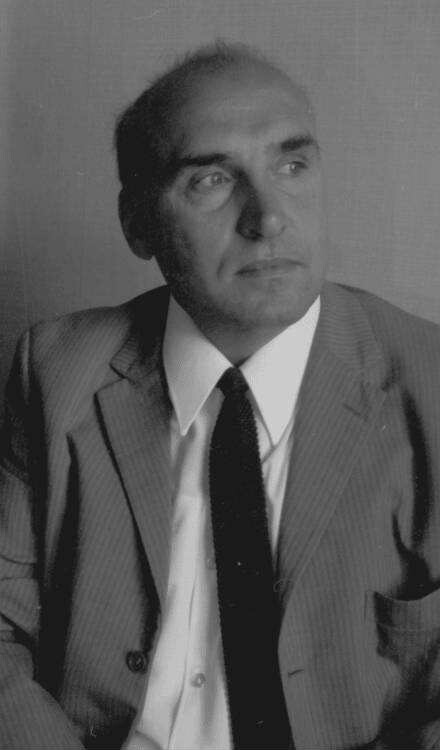
Manfred Messerschmidt (1969)

Manfred Messerschmidt (* 1. Oktober 1926 in Dortmund; † 18. Dezember 2022 in Freiburg im Breisgau) war ein deutscher Militärhistoriker und Jurist. Er war Autor von Standardwerken zur Militärgeschichte des 19. und 20. Jahrhunderts, hier insbesondere des Nationalsozialismus. Messerschmidt gilt als einer der bedeutendsten Militärhistoriker Deutschlands nach 1945 und als Begründer der kritischen Militärgeschichte in Deutschland.

## Leben
Messerschmidt leistete im Zweiten Weltkrieg Dienst als Flakhelfer. Nach dem Reichsarbeitsdienst wurde er im Mai 1944 zur Pioniertruppe eingezogen und geriet 1945 kurz in Kriegsgefangenschaft. 1947 holte er das Abitur nach und begann er ein Studium der Geschichte an der Universität Münster und wechselte vier Semester später an die Universität Freiburg. Nach dem Abschluss promovierte Messerschmidt 1954 bei Gerhard Ritter mit einer Arbeit über Die Wandlungen des Deutschlandbildes in der englischen Geschichtsschreibung der letzten hundert Jahre zum Dr. phil. Anschließend absolvierte Messerschmidt ein Studium der Rechtswissenschaften, das er 1959 mit dem ersten juristischen Staatsexamen abschloss; 1962 legte er das zweite Staatsexamen ab.
Seit 1962 war Messerschmidt als Historiker tätig. Von 1970 bis 1988 war er Leitender Historiker am Militärgeschichtlichen Forschungsamt in Freiburg im Breisgau. Unter seiner Leitung wurde die 10-bändige Serie Das Deutsche Reich und der Zweite Weltkrieg konzipiert, das insofern Abschied von der klassischen Militärgeschichte nahm, als es kriegerische Konflikte verstärkt unter Einbeziehung der These vom interdependenten Verhältnis zwischen militärischem Geschehen, Wirtschaft und Gesellschaft untersuchte. Er war darüber hinaus von 1973 bis 1988 Präsident der „Commission d’Histoire du droit militaire, Société Internationale de Droit Pénal Militaire et de Droit de la Guerre“ (Internationale Gesellschaft für Wehrrecht und Kriegsvölkerrecht) sowie Generalsekretär des „Comité d’Histoire de la Deuxième Guerre Mondiale“ (Deutsches Komitee für die Geschichte des Zweiten Weltkriegs). Im Zusammenhang mit seiner publizistischen Tätigkeit wurde er vom damaligen Vorsitzenden des Verbands deutscher Soldaten (VdS), General Jürgen Schreiber, mehrfach angefeindet, so beispielsweise als dieser Messerschmidt 1996 zum „Vortragsreisende[n] in Sachen Wehrmachtsverleumdung“ erklärte. Von 1987 bis 1988 war er Mitglied der „Waldheim-Kommission“, in der seine Forschungen wesentlich zur Aufklärung der Waldheim-Affäre um den ehemaligen UN-Generalsekretär und späteren österreichischen Bundespräsidenten Kurt Waldheim (1918–2007) beitrugen. Hier wurde Messerschmidt auf der Basis seiner doppelten fachlichen Qualifikation als Jurist und Historiker tätig und legte zudem zum Themenfeld Militärjustiz Fachpublikationen vor, die ihm in diesem Bereich zu internationalem Ansehen verhalfen.
Messerschmidt war stellvertretender Vorsitzender der Stiftung Deutsches Holocaust-Museum und Mitglied des Wissenschaftlichen Beirats für die Stiftung Denkmal für die ermordeten Juden Europas sowie von 1990 bis 2012 Vorsitzender des wissenschaftlichen Beirats der Bundesvereinigung Opfer der NS-Militärjustiz.

## Schriften (Auswahl)
- Die Wehrmacht im NS-Staat. Zeit der Indoktrination (= Truppe und Verwaltung Bd. 16). Mit einer Einführung von Johann Adolf Graf Kielmansegg. Von Decker, Hamburg 1969.
- Militärgeschichte. Probleme, Thesen, Wege. Im Auftrag des Militärgeschichtlichen Forschungsamtes aus Anlass seines 25-jährigen Bestehens ausgewählt und zusammengestellt von Manfred Messerschmidt. DVA, Stuttgart 1982, ISBN 3-421-06122-X.
- mit Fritz Wüllner: Die Wehrmachtjustiz im Dienste des Nationalsozialismus. Zerstörung einer Legende. Nomos, Baden-Baden 1987, ISBN 3-7890-1466-4.
- Militärgeschichtliche Aspekte der Entwicklung des deutschen Nationalstaates. Droste, Düsseldorf 1988, ISBN 3-7700-0775-1.
- Was damals Recht war… NS-Militär und Strafjustiz im Vernichtungskrieg. Klartext, Essen 1996, ISBN 3-88474-487-9.
- Die Wehrmachtjustiz 1933–1945. Schöningh, Paderborn u. a. 2005, ISBN 3-506-71349-3.